# 藤田富
藤田 富（ふじた とむ、1992年4月14日 - ）は、日本のモデル・俳優である。
大阪府出身。ココジャパン所属。國學院大學久我山中学校・高等学校卒業。東京医科歯科大学歯学部に在学していたが、2019年3月、芸能活動に専念するため自主退学した。

## 略歴
大阪で生まれ、小学生のときに父の仕事の関係により上京。小学1年生から4年生の間、NHK東京児童劇団に所属していた。
高校2年生のときに表参道でサロンモデルにスカウトされるが、学校の都合によりその誘いは断る。
元々は医学部志望であり、現役のときは福島県立医科大学医学部に不合格となるも、杏林大学医学部に合格を果たす。しかし、私立大学の医学部は学費が高額のため進学を断念し、国公立大学の医学部を目指して予備校での浪人を選択した。1浪のとき、前期日程では横浜市立大学医学部を受験したが不合格に終わる。2浪は回避したいと考えたため、後期日程は医学部ではなく歯学部に出願した。東京医科歯科大学歯学部に合格し進学を決めたが、幼少期からの夢であった医師を諦めることになったため素直には喜べなかったという。
大学進学後の2012年よりサロンモデルの仕事を始め、同年8月より読者モデルとして活動。大倉士門やこんどうようぢらとともに、「原宿系」の人気男性読者モデルとなる。
2013年に開催された「Samurai ELO×読モBOYS&GIRLSオーディション」にて1位を獲得し、『Samurai ELO』の専属モデルとなる。
2014年8月に現事務所に所属。同年より俳優としての活動を開始し、2015年より舞台やテレビドラマ出演などでも活動する。2016年に特撮ドラマ『仮面ライダーアマゾンズ』で水澤悠 / 仮面ライダーアマゾンオメガ役として主演を務める。

## 人物
中学生のころはわりと根暗で内に入るタイプで、太っており、部活もパソコン部であったが、芸能界に入ったことで知らない世界を知ることが楽しくなり、どんどん明るい性格になっていったという。

## 出演

### テレビドラマ
- さわやか3組（2002年、NHK教育）[2][20]
- 原宿ドラゴン（2015年4月 - 12月、TOKYO MX）[21]
- 水曜ミステリー9 特命おばさん検事! 花村絢乃の事件ファイル4（2015年8月、テレビ東京） - 種市浩一 役
- 土曜ワイド劇場 ヤメ検の女6（2015年11月、朝日放送） - トオル 役
- 激辛ドM男子（2015年11月、テレビ東京）[22]
- あんみつ検事の捜査ファイル2（2017年2月、TBS） - 平尾実 役
- 理系が恋に落ちたので証明してみた。（2018年9月1日 - 22日、BS11） - 犬飼虎輔 役[23]
- 雲霧仁左衛門4 （2018年9月7日 - 、NHK BSプレミアム） - 永島源八郎 役
- 妖怪！百鬼夜高等学校（2018年10月18日 - 12月28日、BS日テレ） - 垢舐め 役
- 深夜のダメ恋図鑑（2018年11月4日、日本テレビ） - ヤスくん 役
- チート〜詐欺師の皆さん、ご注意ください〜 第6話（2019年11月7日、読売テレビ・日本テレビ系） - グエン・ファン・ダイン 役
- 警視庁・捜査一課長2020 第9話（2020年7月2日、テレビ朝日） - 蜷川義和 役
- 科捜研の女 Season21 第13話（2022年3月3日、テレビ朝日） - 森末未来也 役[24]

### 映画
- 東京〜ここは、硝子の街〜（2014年11月8日、ムービーマジック HumanPictures）[25]
- スリリングな日常 「Qちゃん」（2016年）[26]
- 傷だらけの悪魔（2017年、KADOKAWA） - 黒木唯 役[27]
- BRAVE STORM ブレイブストーム（2017年11月10日、プレシディオ） - シュウ 役
- ウィッチ・フウィッチ（2018年2月24日、VICE）
- おみおくり（2018年3月24日、エクセレントフィルムズ） - 川井明 役
- 仮面ライダーシリーズ
  - 劇場版 仮面ライダーアマゾンズ Season1 覚醒（2018年5月5日、東映） - 主演・水澤悠[28]
  - 劇場版 仮面ライダーアマゾンズ Season2 輪廻（2018年5月12日、東映） - 主演・水澤悠[29]
  - 仮面ライダーアマゾンズ THE MOVIE 最後ノ審判（2018年5月19日、東映） - 主演・水澤悠[30]
- 劇場版 リケ恋〜理系が恋に落ちたので証明してみた。〜（2019年2月1日、エクセレントフィルムズ） - 犬飼虎輔 役
- ダウト 嘘つきオトコは誰?（2019年10月4日、キャンター・スターキャット） - 松木蹴人 役
- 喝 風太郎!!（2019年11月1日、SDP） - ケンジ 役[31]
- 地獄少女（2019年11月15日、ギャガ） - 魔鬼 役[32]
- いけいけ!バカオンナ（2020年7月31日）

### テレビアニメ
- GLAMOROUS HEROES（2017年10月7日 - 12月9日） - 青葉海人 / シデンカイ 役

### バラエティ
- ゆるテレ（2013年10月 - 2015年3月、フジテレビ）

### 舞台
- 大正浪漫探偵譚 -東堂探偵事務所-（2015年） - 北早翔太 役[17]
- 真っ白な図面とタイムマシン（2015年）
- 不知森の神石〜アル・カポネに出逢ったら〜（2015年） - 主演・城島健司 役[33]
- リボンの騎士 〜鷲尾高校演劇部奮闘記〜（2015年）
- 獅子相承（2016年） - 主演[5]
- 春蝉の声、なお遠く（2016年） - 主演[34]
- B-PROJECT on STAGE『OVER the WAVE!』（2017年） - 愛染健十 役
- B-PROJECT on STAGE『OVER the WAVE!』REMiX（2018年） - 愛染健十 役
- bpm本公演「QUICK DRAW」（2018年）
- 春の修学旅行『妖怪! 百鬼夜高等学校』～一条通と付喪神～（2019年） - 垢舐め 役（ゲスト）

### ウェブドラマ
- 仮面ライダーアマゾンズ（Amazonプライム・ビデオ） - 主演
  - シーズン1（2016年4月1日配信開始、全13話） - 水澤悠 役
  - シーズン2（2017年4月7日配信開始、全13話） - 水澤悠 役
- 拝み屋怪談（2018年8月11日配信開始、全12話、dTV 他） - 主演・郷内心瞳 役[35]
- 恋愛ドラマな恋がしたい〜kiss to survive〜（2019年8月10日 - 、AbemaTV） - とむ 役
- TUNAガール（2019年3月28日、ひかりTV・大阪チャンネル）

### インターネット
- BACS-TV（2012年5月 - 12月、あっ!とおどろく放送局・@TV） - 「TOM」名義で出演[36]

### CM
- パナソニック「スティックシェーバー」（WebCM）[2]
- マンダム「ギャツビー ヘアジャム」（2013年）[37]
- マイナビ「マイナビウエディング」（2015年）
- メルカリ「スッキリシュッピーン!」篇（2020年2月 - ）[38]

### ミュージック・ビデオ
- 神聖かまってちゃん「ズッ友」（2014年）[39]
- Kaleido Knight「TIME」（2014年）
- LOL「bye bye」（2016年）

### モデル
- インテル Web広告スチールモデル[2]
- 胸キュン時計 掲載モデル（2012年）[9]
- WEGO 契約モデル[40]（2012年 - ）
- ライジングウェーブ 契約モデル[40]
- ハウコレ 公式モデル[40]

### ゲーム
- オール仮面ライダー ライダーレボリューション（2016年、ニンテンドー3DS） - 仮面ライダーアマゾンオメガ 役
- 仮面ライダーバトル ガンバライジング（2017年3月23日、アーケード） - 仮面ライダーアマゾンオメガ 役
- ゲシュタルト・オーディン（2018年、iOS / Android） - 正樹ソナタ 役[41]
- 仮面ライダーバトル ガンバレジェンズ（2023年、アーケード） - 仮面ライダーアマゾンオメガ 役

### 玩具
- COMPLETE SELECTION MODIFICATION アマゾンズドライバー（2019年12月） - 水澤悠 役

### その他
- 読モボーイズ（2012年[12] - 2016年[42]）[43]
- BACS BOYS（2012年）[2]
- Sho-Comi『4月の君、スピカ。』DVDドラマ（2016年） - 宇田川泰陽 役[44]

## 書籍

### 写真集
- 10+6 -トム-（2014年、宝島社）ISBN 978-4800232441

### 雑誌
- Samurai ELO（2013年 - 、三栄書房） - 専属モデル